# You Must Love Me
A You Must Love Me című dal az amerikai énekesnő Madonna 1996. október 21-én megjelent dala, mely az Evita című musical filmadaptációjához készült. A dalt Andrew Lloyd Webber és Tim Rice írta. A film Eva Perón argentin vezető életén alapul. A dalt a Warner Bros. jelentette meg a filmzenei album vezető kislemezeként. Miután egyéni projektjeik miatt Webber és Rice nem dolgoztak együtt, közreműködtek a film dalának létrehozásában, abban reménykedvén, hogy Oscar-díjra jelölik azt. Webber szerint a dal célja az volt, hogy bemutassa Perón akkori érzelmi állapotát, valamint férjével Juan Perónnal való kapcsolatát.
Madonna, aki főszereplő volt a filmben, megpróbálta megváltoztatni a dal szövegét, hogy szimpatikusan ábrázolhassa Perónt, azonban nem járt sikerrel. Énekórákat is vállalt, hogy rögzítse a dalokat a filmhez. A dal csellóból és zongorából álló hangszereléssel rendelkezik, melyet Madonna éneke kísér. A dal pozitív visszhangot kapott a zenekritikusoktól. Sokan közülük Madonna fokozott énektudását emelték ki. A dal 1997-ben elnyerte a Golden Globe-díjat, és a legjobb eredeti dalnak járó Oscar díjat is.
A dal kereskedelmi szempontból több országban Top 10-es sláger lett. Köztük Finnországban, Olaszországban, Taiwan-ban, és az Egyesült Királyságban is. Az Egyesült Államokban viszont Top 20-as helyezett lett. A kislemezből az RIAA adatai alapján 500.000 példányt értékesítettek. A dalhoz Alan Parker rendezésében egy klip is készült a dal promóciójaként. Madonna a dalt a 69. Oscar-díjátadón, valamint a 2008–2009-es Sticky & Sweet Tour-on adta elő.

## Előzmények
1996-ban Madonna szerepelt az Evita című filmben, melyben Eva Perón szerepére kérték fel, aki az argentin nemzet spirituális vezetője volt. Madonna sokáig Perón szerepét szerette volna, és írt is egy levelet Alan Parker rendezőnek, melyben elmagyarázta, hogy ő lenne a tökéletes a szerephez. Miután megszerezte a szerepet, Joan Laderrel közösen énekhang képzésen esett át, mivel az Evite megkövetelte a színészektől, hogy énekeljék a saját részeiket. Lader megjegyezte, hogy az énekesnőnek úgy kellett használnia a hangját, ahogyan még soha nem használta. Az Evita egy igazi zenész színház, mely bizonyos értelemben operai darab. Madonna kifejlesztett egy felső regisztert, melyről nem tudta, hogy létezik.
A "You Must Love Me"-t Andrew Lloyd Webber és Tim Rice írta, akik több mint tíz év után újra összeálltak az Evita miatt. A dal kifejezetten a filmhez íródott, és törekedtek a minél több új anyagra, és a legjobb eredeti dal Oscar-díj jelölésére. Madonna ezt a dalt jegyezte meg kedvenceként a filmből, emlékezvén arra, hogy a "You Must Love Me" ötlete akkor nőtt meg, amikor Parker újra hangszerelte a dalt a film befejezését követően az eredeti darabból, annak reményében, hogy Rice-t és Webbert újra összehozza, és új zenét hozzanak létre. Webber szerint a dal célja az volt, hogy bemutassa Perón akkori érzelmi állapotát, valamint férjével Juan Perónnal való kapcsolatát. Éva haldoklik, és tudja, hogy haldoklik. Az egyik ok ez, amiért ezt mondja "You Must Love Me" (Szeretned kell engem) – kétségbeeséséből fakad. Azt is mondja: "Szeretned kell engem, mert biztosan mindig is szerettél engem". Szóval ez egy kis szójáték, melyet azt hiszem Tim Rice írt – magyarázta. A filmzene az első hivatalos kimásolt dal volt, mely 1996. október 27-én jelent meg. Megjelenése óta több produkciójában is szerepelt, úgy mint a 2006-os londoni produkcióban, és a 2012-es Broadway újjászületésben is.

## Felvételek

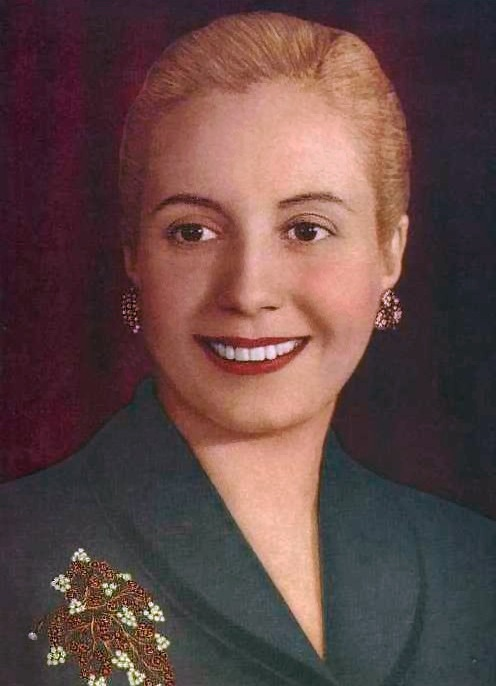
Madonna játszotta Eva Perón címszerepét az Evita című filmben.

A film dalainak, és a filmzenének a felvételei 1995 szeptemberében kezdődtek a londoni CTS Stúdióban. Madonnát színésztársai Antonio Banderas és Jonathan Pryce is elkísérték a felvételekre. Madonna nem volt teljesen elégedett azzal, hogy egy 84 tagú zenekarral egyszerre dolgozzon a stúdióban. Megszokta, hogy egy előre felvett számot énekel, és nem hallgatta meg a zenészeket. Emellett a korábbi filmzenei kiadványaival ellentétben alig, vagy egyáltalán nem volt befolyása a projektre. "Megszoktam, hogy saját dalokat írok, és bemegyek a stúdióba, majd kiválasztom a zenészeket, és elmondom nekik, mi hangzik jól vagy mi nem [...] Negyvenhat dalon dolgozni minden érintettel, úgy hogy nem volt nagy beleszólásunk, nagy kiigazítás volt" – emlékezett vissza Madonna. Parker, Lloyd Webber és Madonna egy rendkívüli ülés keretében eldöntötték, hogy egy kortársabb stúdióban veszik fel a dalt, míg a hangszerelés máshol zajlik majd. A felvételek miatt váltakozó szabadnapjai is voltak.
A "You Must Love Me" című dal a zenekar, és a zongora hangjával kezdődik, miközben Madonna a bevezető verzéket énekli. A dalszövegek Perón felfedezéséről szólnak, miszeerint férje, Juan valójában mindvégig szerette őt, és nem csupán politikai kellékként tekintett rá. Madonnának nem tetszett a dalszöveg, mivel Perónt szimpatikus figuraként akarta ábrázolni, nem pedig a Parker által gondolt "ravasz manipulátorként". Aggódott saját imázsa miatt is, és sikerült a forgatókönyv számos részét megváltoztatnia. Rice azonban nem volt hajlandó megváltoztatni a dalszöveget, de ötször, vagy hatszor átírta a hangszerelést. Így emlékezett vissza: "Emlékszem, elvittem a dalszövegeket Madonnának, és ő megpróbálta megváltoztatni azokat...A jelenetet különbözőképpen lehet értelmezni, de a dalszövegek megmaradtak hála Istennek!"
A dal további hangszerelésében hallható a cselló, melyet élő zenekar játszott fel. Ahogyasn a dal a refrén felé halad, a zongorahangok megállnak, és a cselló úgy játszik, ahogyan Madonna kinyújtja a dalszöveget. Amikor a zongora és a zenekar hangja újra visszatér, ugyanúgy halad, majd fokozatosan elhalványul. A "You Must Love Me" 92 BPM ütemű, B♭-dúrban. Madonna éneke G3-tól B♭4-ig terjed. A dal alapszekvenciája B♭–E♭/B♭–F♭/B♭–B♭ az elején van, és B♭–F-re♭ változik, amikor Madonna elénekli a nyitó verzét: "Where do we go from here"

## Kritikák

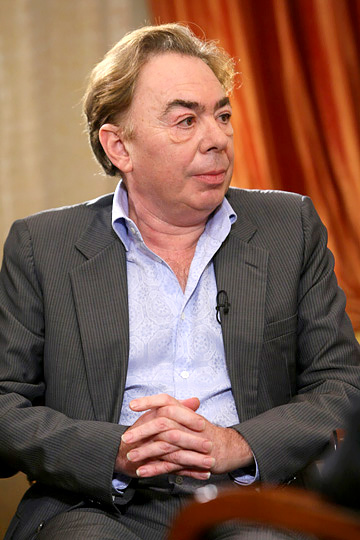
Andrew Lloyd Webber az egyik társíró

A dal általában pozitív kritikákat kapott a zenekritikusoktól. J. Randy Taraborrelli a Madonna: An Intimate Biography szerzője az alábbiakat írta: "Nem tagadás, hogy Madonna hangja figyelemre méltó, és félreérthetetlen jelenléttel rendelkezik, amikor a dalt énekli". Lucy O' Brien, a Madonna: Like an Icon című könyv szerzője nagyra értékelte a dal hozzáadását a filmzenéhez, és "pátoszt" talált Madonna énekében. Stephen Thomas Erlewine az AllMusic-tól úgy érezte, hogy az Evita a hibái ellenére is megvannak az érdemei, köztük a filmre írt ballada a "You Must Love Me". Peter Neough (The Phoenix) a dalról azt írta, hogy egy fájó búcsú, amely eloszlatja a kényelmi romantika illúzióját, hogy felfedje az alatta lévő elkerülhetetlen szerelmet és tragédiát.
Larry Flick a Billboard munkatársa "jelentős eseménynek nevezte [...], mely keserédes és csendes színházi ballada, melyet kifejezetten Madonnának írtak". Kathleen Guerdo (Billboard magazin) azt mondta, hogy Madonna karrierje alatt messze az egyik legerősebb vokális előadását nyújtja a dalban, kényelmesen skálázva a dal igényes szopránmagasságára, miközben finom szívszorító érzelmekkel tölti el. Ez egy jó előjel a filmzene többi részének kreatív erejéhez képest." Matthew Jacobs a Huff Post-tól a 61. helyre helyezte a dalt a saját The Definitive Ranking of Madonna Singles listáján, majd kifejtette, hogy az énekképzés, melyet Madonna elviselt a filmben, ebben a szoprán szerenádban "kifizetődik", azonban azt is megjegyezte, hogy a filmen kívül nem sokat tesz. Hasonló gondolatokat osztott meg a Medium munkatársa Richard LaBeau is. A Spin magazin munkatársa Annie Zaleski megjegyezte, hogy Madonna előadásai az Evite filmzenében bizonyították csillagászati fejlődését énekesként, példát említve a "törékeny hangzású könyörgését az Oscar-díjas You Must Love Me-n. J.D. Considine a The Baltimore Sun munkatársa azt mondta, hogy ez volt az egyik "nagy dal" a filmzenéből.
Az Evita-ról szóló recenziójában Janet Maslin a The New York Times munkatársa megjegyezte, hogy Mr. Lloyd Webbeer és Mr. Rice közös új dala a "You Must Love Me" ugyanolyan alkalmas esküvőkre, mint dél-amerikai országok vezetésére. Az Entertainment Weekly munkatársa David Browne B. besorolást adott a dalnak, és úgy vélekedett, hogy a dal nem a Live to Tell vagy a Take a Bow című dalok. De az Evita egyszerű, és elegánsan elrendezett bemutatója egyértelműen a film matriarchális imázsának népszerűsítésére szolgál. Greg Kot a Chicago Tribune-tól a dalt a zeneszerzők legkiválóbb művei közé sorolta, mely ritka példája az alulértékelésnek a ritka hangszereléssel, rövidséggel és árnyalt líraisággal. Peter Travers a Rolling Stonetól "szimpátia-koldulásnak" nevezte. A dal elnyerte a legjobb eredeti dalnak járó Golden Globe-díjat mely az 54. díjátadó volt 1997. január 19-én. Két hónappal később elnyerte a dal a legjobb eredeti dalnak járó Oscar-díjat a 69. Oscar díjátadón. Madonna kislemezeinek rangsorolása közben a 60. születésnapja tiszteletére Jude Rodgers (The Guardian) a "You Must Love Me" című dalt az 50. helyre sorolta, és az énekesnő legjobb alakításának nevezte a filmből, miközben rámutatott a hangjában lévő "érzelmi rezgés kétségbeesésére". Negatív kritikát Barbara Shulgasser (Chronicle) adta, miszerint a dal egyáltalán nem segített egy kicsit sem a filmben. Rice lusta, buta dalszövegeket ír, amelyek nem tesznek erőfeszítéseket arra, hogy megfeleljenek a zene ritmusainak. Szintén negatív kritikát adott a Slant Magazin munkatársa is, Eric Henderson, aki azt írta, hogy aligha hiányzik neki az a becstelenség, hogy a filmzenéből kiadott kislemezek közül a legrosszabbnak minősítsék a dalt, mely minden bizonnyal azt skandálja, hogy Andrew Lloyd Webbert az EGOT-ra tolja.

## Slágerlistás helyezések
Az Egyesült Államokban a dalt 1996. október 9-én juttatták el a rádióállomásoknak. A dal pozitív visszhangot kapott, és az első héten 118 alkalommal játszották le. A dal az 55. helyen debütált a Hot 100 Airplay listán. A CD kislemez október 29-én jelent meg. A kislemezen helyet kapott még a filmből származó "Rainbow High" című dal is, mely B. oldalas dalként szerepel. 1996. november 14-i héten a Billboard Hot 100-as listán a dal a 22. helyen indult, majd két hét után a 18. helyre került. A kislemezből a megjelenést követő hétvégéig 29.000 darabot adtak el. In its opening week, "You Must Love Me" sold 29,000 units. Az 1997-es év végi slágerlistás összesítésen a dal a 99. helyre került. A Billboard szerint a "You Must Love Me" volt Madonna negyedik legnagyobb debütáló kislemeze pályafutása során a "You'll See" (8. helyezés 1995-ben) , az "Erotica" (13. helyezés 1992-ben) és a "Rescue Me" (15. helyezés 1991-ben) után. Ez volt a legmagasabb slágerlistás dal Webber, Rice közös együttműködésének eredményeként Helen Reddy "I Don't Know Hot to Love Him" című dala óta, amely 1971-ben a 13. helyig jutott. A dal végül 1998. október 22-én arany minősítést kapott az Amerikai Hanglemezgyártók Szövetsége által az 500.000 példányszám eladása végett. Kanadában a dal a 36. helyen debütált az RPM Top Singles listán, és az 1996. december 16-i héten a 11. helyig jutott. Összesen 14 hetet töltve a listán.
Az Egyesült Királyságban a dal 1996. november 2-án a 10. helyig jutott az UK Singles slágerlistán, ahol összesen 9 hétig volt jelen. Az Official Charts Company szerint a dal 2008. augusztusáig 90.428 példányban kelt el. Ausztráliában a dal a november 10-i héten a 11. helyig jutott az ARIA kislemezlistán, ahol egy hétig volt ebben a pozícióban, és összesen 9 hétig volt slágerlistás helyezés. Olaszországban az 5. helyezést érte el a dal a Musica e dischi listán. Finnországban a dal a 4. helyig jutott. Az ír kislemezlistán a 23. volt, ahol két hétig volt helyezett. Németországban Madonna egyik legalacsonyabb slágerlistás kislemeze lett, és mindössze a 78. helyig sikerült jutnia.

## Videóklip, élő előadások, feldolgozások

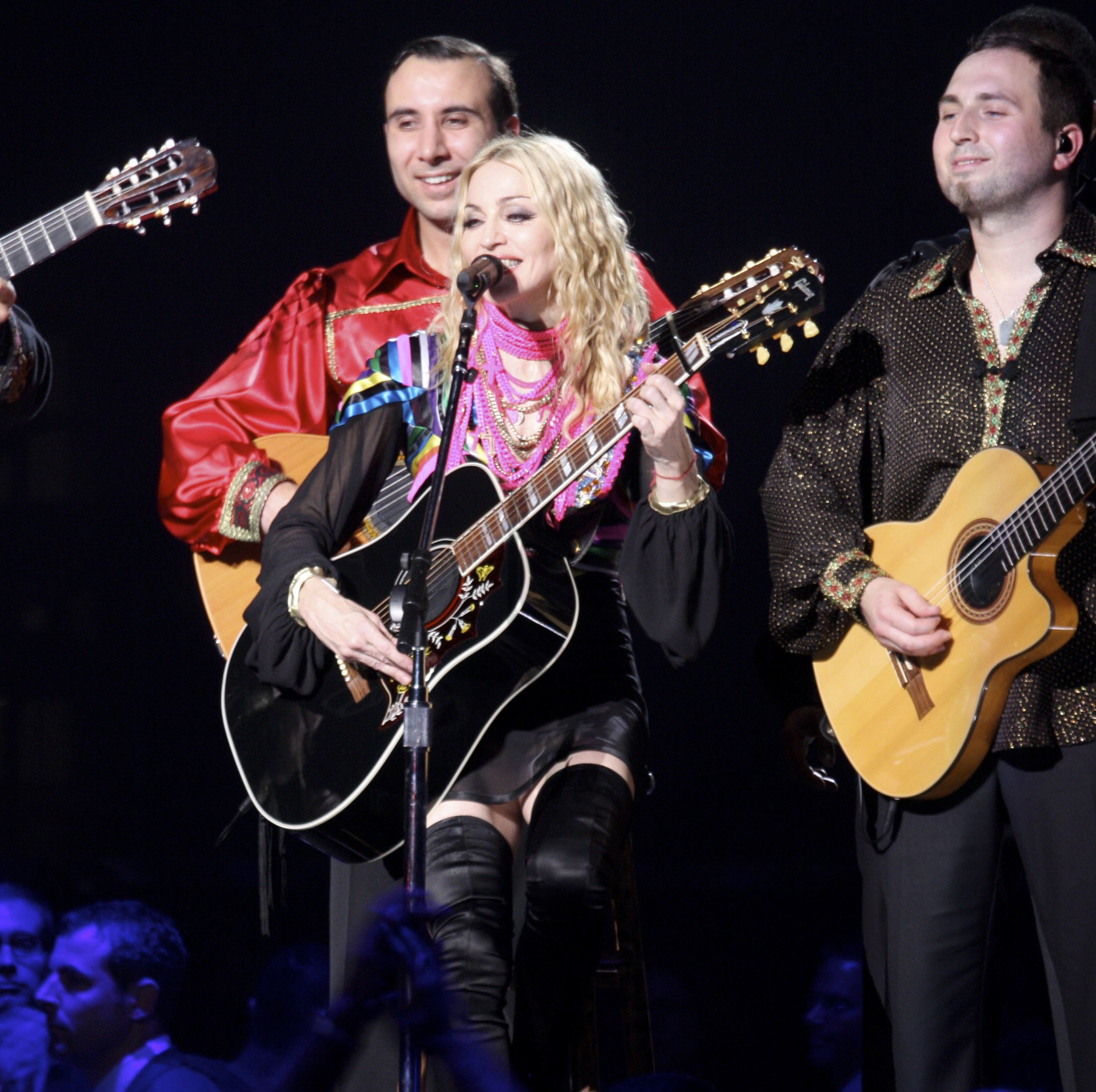
Madonna a dal előadása közben.

A "You Must Love Me" című dal klipjét Parker rendezte. Az énekesnő a videoban egy kis szobában adja elő a dalt, az Evita filmbéli jelenetekkel tarkítva. Mivel Madonna a felvétel idején 8 hónapos terhes volt lányával, ezért a hasát egy zongora mögé rejtették. A videoklip bónuszként került fel a film kiadásának 15th Anniversary Edition Blu-ray kiadására, mely 2012. június 19-én jelent meg. Madonna 1997. március 24-én adta elő a dalt a 69. Oscar-díjátadón teljes hosszúságú pánt nélküli Christian Dior ruhába öltözve. Ottis Sallid koreográfus szerint visszafogottan ábrázolták Madonnát a színpadi kíséret során. Carrie Rickey filmkritikus a The Philadelphia Inquirer számára írva azt érezte, hogy az énekesnő visszafogottan adta elő a számot.
Madonna a dalt csak a Sticky & Sweet turnén adta elő (2008–2009). Ahol fekete színű Givenchy ruhában jelent meg, rózsaszín színű szalagokkal a nyakában, és fekete harisnyában. A dalt gitáron akusztikus változatban adta elő, egy széken ülve. A zenészek cigány viseletben voltak. Miközben előadta a dalt, a háttérben az Evita jelenetei voltak láthatóak. Az előadás pozitív visszajelzéseket kapott Richardo Baca kritikusaitól, a The Denver Posttól, aki azt írta, hogy "bátor, ámbár késő játszódó a "You Must Love Me" című dal, az Evita című Broadway musical leforgatott változatából, – pontszerű, gyönyörű volt a vonós kísérettel. A turné Buenos Aires-i állomásán a dal előadása után felcsendült a "Don't Cry for Me Argentina" című dal is. Mindkét dalt élőben rögzítették, mely felkerült a Sticky & Sweet Tour című CD-DVD-re is.
2007-ben Brooks White énekes feldolgozta a dalt az American Idol 7. évadában. Kezdetben elfelejtette a dal szövegét, ezért az első versszak után abba kellett hagynia, és az elejétől újra kellett kezdeni. Lana Del Rey 2018-ban vette fel a dalt saját Lloyd Webber slágeralbumára az "Unmasked: The Platinum Collection" címűhöz. Del Rey megjegyezte: Andrew Lloyd Webber volt az elsődleges inspirációm a zenében, így az egyik dalának a feldolgozását megcsinálni egy álom volt. Különösen szerettem...A "You Must Love Me" egyedi dallamú, mely hihetetlenül inspirált az Operaház Fantomjától az Evitáig.

## Számlista és formátumok
- US CD / kazetta/ 7" kislemez

1. "You Must Love Me" (Single Version) – 3:09
2. "Rainbow High" – 2:27

- UK CD kislemez

1. "You Must Love Me" (Single Version) – 3:09
2. "Rainbow High" – 2:27
3. "You Must Love Me/I'd Be Surprisingly Good For You" (Orchestral Version) – 4:27

## Slágerlista és minősítések
| Slágerlista (1996)                         | Legmagasabb helyezés |
| ------------------------------------------ | -------------------- |
| Ausztrália (ARIA)                          | 11                   |
| Belgium (Ultratop 50 Flanders)             | 50                   |
| Canada (Nielsen SoundScan)                 | 2                    |
| Kanada Top Singles (RPM)                   | 11                   |
| Kanada Adult Contemporary Tracks (RPM)     | 2                    |
| Canada Contemporary Hit Radio (The Record) | 24                   |
| Czech Republic (IFPI CR)                   | 3                    |
| Europe (European Hot 100 Singles)          | 29                   |
| Finnország (Singlet Top 20)                | 4                    |
| Franciaország (Single Top 100)             | 41                   |
| Németország (Media Control Charts)         | 78                   |
| Iceland (Íslenski Listinn Topp 40)         | 26                   |
| Írország (IRMA)                            | 21                   |
| Italy (Musica e dischi)                    | 5                    |
| Netherlands (Dutch Top 40 Tipparade)       | 4                    |
| Netherlands (Dutch Single Tip)             | 8                    |
| Skócia (Scottish Singles Top 40)           | 9                    |
| Svédország (Sverigetopplistan)             | 49                   |
| Svájc (Schweizer Hitparade)                | 43                   |
| Taiwan (IFPI)                              | 7                    |
| Egyesült Királyság (UK Singles Chart)      | 10                   |
| US Billboard Hot 100                       | 18                   |
| US Adult Contemporary (Billboard)          | 15                   |
| US Adult Top 40 (Billboard)                | 23                   |
| US Mainstream Top 40 (Billboard)           | 23                   |

| Slágerlista (2009)       | Legmagasabb helyezés |
| ------------------------ | -------------------- |
| Finnország (Latauslista) | 28                   |

| Slágerlista (1996)                | Helyezés |
| --------------------------------- | -------- |
| Canada Adult Contemporary (RPM)   | 86       |
| Europe (European Hot 100 Singles) | 74       |

| Slágerlista (1997)              | Helyezés |
| ------------------------------- | -------- |
| Canada Adult Contemporary (RPM) | 48       |
| US Billboard Hot 100            | 99       |

| Régió                                                       | Minősítés | Eladott példányszám |
| ----------------------------------------------------------- | --------- | ------------------- |
| Olaszország (FIMI)                                          | -         | 20,000              |
| Egyesült Királyság (BPI)                                    | -         | 90,428              |
| Egyesült Államok (RIAA)                                     | arany     | 500 000^            |
| Összesítés                                                  |           |                     |
| Világszerte                                                 | -         | 1,100,000           |
| ^ Kiszállítási példányszámok kizárólag a minősítés alapján. |           |                     |